# ヴェナスカ
ヴェナスカ（伊: Venasca）は、イタリア共和国ピエモンテ州クーネオ県にある、人口約1,400人の基礎自治体（コムーネ）。

## 地理

### 位置・広がり
| 隣接するコムーネは以下の通り。 - ブロンデッロ - ブロッサスコ - ブスカ - イザスカ - パーニョ - ピアスコ - ロッサーナ |

#### 地震分類
イタリアの地震リスク階級 (it) では、3s に分類される
。

## 行政

### 分離集落
ヴェナスカには、以下の分離集落（フラツィオーネ）がある。
- Bonardo, Bonelli, Bricco, Collino, Miceli, Peralba, Ponsa, Rolfa, San Bartolomeo, San Bernardo, Santa Lucia, Sant'Anna, Vernetto